# Coccoloba padiformis
Coccoloba padiformis Meisn. – gatunek rośliny z rodziny rdestowatych (Polygonaceae Juss.). Występuje naturalnie w Kostaryce, Panamie, Kolumbii, Wenezueli, Ekwadorze, Peru oraz Brazylii (w stanie Amazonas). 

## Morfologia
PokrójWiecznie zielone drzewo.
LiścieUlistnienie jest naprzemianległe. Ich blaszka liściowa jest skórzasta i ma podłużny kształt. Mierzy 10–20 cm długości, jest całobrzega, o ostrym wierzchołku.

## Zastosowanie
Gatunek ten ma zastosowanie w produkcji prostych mebli lub przy konstrukcjach.